# Trentepohlia flavidella
Trentepohlia flavidella är en tvåvingeart som beskrevs av Alexander 1978. Trentepohlia flavidella ingår i släktet Trentepohlia och familjen småharkrankar. Inga underarter finns listade i Catalogue of Life.